# Alessandro Canobbio
Alessandro Canobbio (tra il 1532 e il 1535 – Verona, 1607 o 1608) è stato un notaio, giurista e storico italiano, personaggio di spicco nella Verona del XVI secolo, dove ricoprì importanti ruoli pubblici.

## Biografia
Figlio di Giovanni da Milano (Zuan da Milan) e di una certa Caterina, risultano incerti il luogo e la data di nascita, che gli studiosi collocano tra il 1532 e 1535. La famiglia giunse a Verona, dove il padre intraprese il commercio della lana, ma dal 1558 Alessandro subentrò nella gestione dell'attività familiare, poiché il padre morì lasciandolo come unico esponente maschile e capofamiglia. Pur non essendogli congeniale l'attività familiare, ricoprì importanti incarichi nella corporazione di settore.
Al commercio della lana preferì la professione di notaio, tanto è vero che frequentò la scuola d'abaco e successivamente quella di diritto, entrando così in possesso del brevetto per esercitare la professione.
Non accontentandosi di semplici incarichi, intraprese una carriera pubblica mettendosi al servizio del Comune di Verona e successivamente amministrò le terre e i beni del vescovo di Padova Niccolò Ormaneto, che aveva ricevuto l'incarico di recarsi in Spagna per assolvere il ruolo di nunzio apostolico alla corte di Madrid.
Ricoprì i ruoli di notaio dei Dugali, vicario di Montorio, di Garda e di Bardolino, esattore del dazio lancearum et penellorum; fu Magister domus dominorum reficiendorum aestimi civitatis e Deputatus super mercatum bladarum e fu anche controllore per il Consiglio dei dodici delle operazioni del Monte di Pietà.
Pur dovendo far fronte ai molti impegni pubblici, ebbe molteplici e poliedrici interessi come la storia e le antichità, inclusa la medicina. Morì tra gli ultimi giorni di dicembre del 1607 e i primi di gennaio del 1608.

## Opere
- Breue trattato di m. Alessandro Canobbio sopra le academie. A, i mag. sig. Academici nouelli di Verona, 1571
- Lettera di m. Alessandro Canobbio all'illustrissimo proueditor nella Dalmatia, il s. Giacomo Foscarini, 1571
- Discorso d'Alessandro Canobbio a i magnifici presidenti della Carità di Verona. Nel quale si mostra l'importantia del prouedere a poueri mendicanti. 1572
- Il successo della peste occorsa in Padoua l'anno 1576. Scritta, & veduta per Alessandro Canobbio. 1577
- Ragionamento sopra la riforma fatta da n.s. papa Gregorio XIII, Roma, Francesco Zanetti, 1582.
- La divota oratione delle quaranta hore fatta nella città di Verona la settimana santa dell'anno MDLXXXVII così persuasa dal m.r.p.f. Mattia Bellintani, 1587
- Historia de i santissimi dieci milia martiri, tradotta di latino in lingua volgare per m. Alessandro Canobbio, 1587
- Historia della gloriosa imagine della Madonna posta in campagna di S. Michele fuori delle mura di Verona, 1587
- Tauola di quanto è stato raccolto per m. Alessandro Canobbio intorno la nobiltà, antichità, et fatti della citta di Verona, 1587
- Lettera di m. Alessandro Canobbio. All'illustrissimo Proueditor nella Dalmatia il sig. Giacomo Foscarini, 1588
- Ordini con i quali si sono dispensate le elemosine fatte a poveri di Verona, 1589
- Origine della nobilissima et illustrissima famiglia Canossa, con i successi de gli huomini eccellenti di quella, e con i loro accasamenti, 1593